# Canton d'Ensisheim
Le canton d'Ensisheim est une circonscription électorale française, située dans le département du Haut-Rhin, en région Grand Est. Le canton d'Ensisheim fait partie de la septième circonscription du Haut-Rhin.

## Histoire
Un nouveau découpage territorial du Haut-Rhin entre en vigueur à l'occasion des élections départementales de 2015. Il est défini par le décret du 21 février 2014, en application des lois du 17 mai 2013 (loi organique 2013-402 et loi 2013-403). Les conseillers départementaux sont, à compter de ces élections, élus au scrutin majoritaire binominal mixte. Les électeurs de chaque canton élisent au Conseil départemental, nouvelle appellation du Conseil général, deux membres de sexe différent, qui se présentent en binôme de candidats. Les conseillers départementaux sont élus pour 6 ans au scrutin binominal majoritaire à deux tours, l'accès au second tour nécessitant 12,5 % des inscrits au 1er tour. En outre la totalité des conseillers départementaux est renouvelée. Ce nouveau mode de scrutin nécessite un redécoupage des cantons dont le nombre est divisé par deux avec arrondi à l'unité impaire supérieure si ce nombre n'est pas entier impair, assorti de conditions de seuils minimaux. Dans le Haut-Rhin, le nombre de cantons passe ainsi de 31 à 17.
Le canton d'Ensisheim, maintenu, est élargi de dix-sept à trente-huit communes issues des anciens cantons d'Andolsheim (6 communes), d'Ensisheim (16 communes) et de Neuf-Brisach (16 communes). Avec ce redécoupage administratif, le territoire du canton s'affranchit des limites d'arrondissements, avec 22 communes incluses dans l'arrondissement de Colmar-Ribeauvillé et 16 dans l'arrondissement de Thann-Guebwiller. Le bureau centralisateur est situé à Ensisheim.

## Représentation

### Conseillers généraux de 1833 à 1871 et de 1919 à 2015
| Période | Période      | Identité                           | Étiquette                              | Qualité |
| ------- | ------------ | ---------------------------------- | -------------------------------------- | --- |
| 1833    | 1836         | Auguste Amédée Stanislas Delaville |                                        | Ancien Maréchal des Logis chef au 8e régiment de chasseurs à cheval Suppléant du juge de paix                    |
| 1836    | 1845         | Jean Frédéric Nicolas Titot        |                                        | Orfèvre à Paris, maire d'Ensisheim                                                                               |
| 1845    | 1852         | Auguste Amédée Stanislas Delaville |                                        | Ancien maréchal des logis chef Maître de poste à Ensisheim Maire de Meyenheim (1846-1848)                        |
| 1852    | 1862 (décès) | Jean Marie Denis Octave Mégard     |                                        | Procureur Impérial à Limoges puis Avocat près la Cour royale de Colmar puis Premier Président de la Cour de Caen |
| 1862    | 1870         | Ignace Meyer                       |                                        | Juge de paix, maire d'Ensisheim                                                                                  |
|         |              |                                    |                                        | |
| 1919    | 1934         | Joseph Rudolf                      | APNA Catholique national               | Propriétaire à Ensisheim                                                                                         |
| 1934    | 1940         | Joseph Gullung                     | UPR                                    | Ingénieur-géomètre Maire d'Ensisheim (1929-1935) Député (1936-1942)                                              |
|         |              |                                    |                                        | |
| 1945    | 1973         | Georges Bourgeois                  | MRP puis RPF puis RS puis UNR puis UDR | Huissier de justice Député (1958-1978) Maire de Pulversheim Président du Conseil Général (1949-1973)             |
| 1973    | 1983 (décès) | Eugène Spiess                      | CD puis UDF-CDS                        | Pharmacien Adjoint au Maire (puis Maire en 1983) d'Ensisheim                                                     |
| 1983    | 1988 (décès) | Louis Egloff (1928-1988)           | UDF-CDS                                | Maire d'Ensisheim (1983-1988)                                                                                    |
| 1988    | 1992         | Vincent Birr                       | PS                                     | Préparateur en pharmacie Maire d'Ensisheim (1989-1995)                                                           |
| 1992    | 2015         | Michel Habig                       | RPR puis UMP                           | Exploitant agricole Député de 1993 à 1997 Maire d'Ensisheim depuis 1995 Vice-Président du Conseil Général        |

### Conseillers d'arrondissement (de 1833 à 1871 et de 1919 à 1940)
Le canton d'Ensisheim appartenait à l'arrondissement de Colmar de 1833 à 1871.
| Période                                  | Période      | Identité                    | Étiquette | Qualité |
| ---------------------------------------- | ------------ | --------------------------- | --------- | --- |
| 1833                                     | 1848         | François Joseph Reymann     |           | Cultivateur, maire d'Oberentzen                                                                             |
|                                          |              |                             |           | |
| 1919                                     | 1940         | Eugène Thuet (1863-1951)    |           | Propriétaire, maire de Rumersheim-le-Haut                                                                   |
| 1919                                     | 1927 (décès) | Jacques Reymann (1869-1927) |           | Propriétaire agriculteur, maire d'Oberentzen, Président du Conseil d'arrondissement                         |
| 1928                                     | 1940         | Georges Schmoll (1869-1958) |           | Propriétaire rentier à Oberhergheim                                                                         |
| 1940                                     |              |                             |           | Les conseils d'arrondissement ont été suspendus par la loi du 12 octobre 1940 et n'ont jamais été réactivés |
| Les données manquantes sont à compléter. |              |                             |           | |

### Conseillers départementaux à partir de 2015
| Période élective | Période élective | Mandat | Mandat   | Identité         | Nuance | Nuance | Qualité |
| ---------------- | ---------------- | ------ | -------- | ---------------- | ------ | ------ | --- |
| 2015             | 2021             | 2015   | 2021     | Michel Habig     |        | LR     | Maire d'Ensisheim 3e Vice-Président du conseil départemental Président de la commission agriculture, environnement et cadre de vie |
| 2015             | 2021             | 2015   | 2021     | Betty Muller     |        | DVD    | Agent territorial spécialisé des écoles maternelles Maire de Geiswasser                                                            |
| 2021             | 2028             | 2021   | en cours | Carole Elmlinger |        | DVC    | Première adjointe au maire d'Ensisheim                                                                                             |
| 2021             | 2028             | 2021   | en cours | Joseph Kammerer  |        | LR     | Maire de Logelheim |

À l'issue du 1er tour des élections départementales de 2015, deux binômes sont en ballotage : Cassandra Rotily et José Sanjuan (FN, 35,53 %) et Michel Habig et Betty Muller (Union de la Droite, 30,95 %). Le taux de participation est de 52,96 % (18 092 votants sur 34 160 inscrits) contre 47,8 % au niveau départemental et 50,17 % au niveau national.
Au second tour, Michel Habig et Betty Muller (Union de la Droite) sont élus avec 57,36 % des suffrages exprimés et un taux de participation de 53,33 % (9 745 voix pour 18 216 votants et 34 158 inscrits).

## Composition

### Composition avant 2015
Le canton d'Ensisheim regroupait 17 communes.

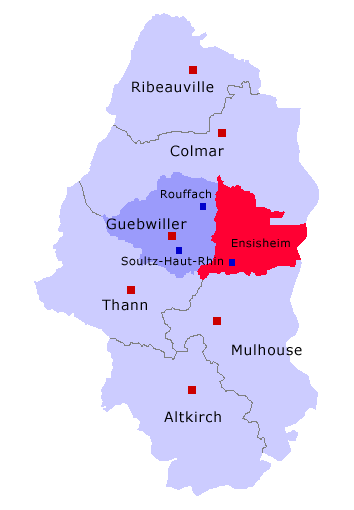
Représentation du canton d'Ensisheim au sein de l'arrondissement de Guebwiller et du département du Haut-Rhin.

| Nom                   | Code Insee | Codepostal | Superficie (km2) | Population (dernière pop. légale) | Densité (hab./km2) |
| --------------------- | ---------- | ---------- | ---------------- | --------------------------------- | ------------------ |
| Ensisheim (chef-lieu) | 68082      | 68190      | 36,59            | 7 336 (2012)                      | 200                |
| Biltzheim             | 68037      | 68127      | 7,15             | 419 (2012)                        | 59                 |
| Blodelsheim           | 68041      | 68740      | 20,69            | 1 770 (2012)                      | 86                 |
| Fessenheim            | 68091      | 68740      | 18,40            | 2 288 (2012)                      | 124                |
| Hirtzfelden           | 68140      | 68740      | 22,10            | 1 189 (2012)                      | 54                 |
| Meyenheim             | 68205      | 68890      | 12,78            | 1 742 (2012)                      | 136                |
| Munchhouse            | 68225      | 68740      | 24,05            | 1 617 (2012)                      | 67                 |
| Munwiller             | 68228      | 68250      | 6,74             | 468 (2012)                        | 69                 |
| Niederentzen          | 68234      | 68127      | 8,81             | 544 (2012)                        | 62                 |
| Niederhergheim        | 68235      | 68127      | 12,51            | 1 021 (2012)                      | 82                 |
| Oberentzen            | 68241      | 68127      | 8,81             | 579 (2012)                        | 66                 |
| Oberhergheim          | 68242      | 68127      | 19,86            | 1 200 (2012)                      | 60                 |
| Pulversheim           | 68258      | 68840      | 8,54             | 2 910 (2011)                      | 341                |
| Roggenhouse           | 68281      | 68740      | 6,45             | 473 (2012)                        | 73                 |
| Rumersheim-le-Haut    | 68291      | 68740      | 16,67            | 1 122 (2012)                      | 67                 |
| Rustenhart            | 68290      | 68740      | 12,22            | 825 (2012)                        | 68                 |
| Réguisheim            | 68266      | 68890      | 23,87            | 1 810 (2012)                      | 76                 |

### Composition depuis 2015
Le canton d'Ensisheim comprend désormais trente-huit communes entières.
| Nom                               | Code Insee | Intercommunalité       | Superficie (km2) | Population (dernière pop. légale) | Densité (hab./km2) | Modifier                                    |
| --------------------------------- | ---------- | ---------------------- | ---------------- | --------------------------------- | ------------------ | ------------------------------------------- |
| Ensisheim (bureau centralisateur) | 68082      | CC du Centre Haut-Rhin | 36,59            | 7 362 (2022)                      | 201                | modifier les données · modifier les données |
| Algolsheim                        | 68001      | CC Alsace Rhin Brisach | 7,22             | 1 132 (2022)                      | 157                | modifier les données · modifier les données |
| Appenwihr                         | 68008      | CC Alsace Rhin Brisach | 7,72             | 585 (2022)                        | 76                 | modifier les données · modifier les données |
| Artzenheim                        | 68009      | CC Alsace Rhin Brisach | 9,69             | 859 (2022)                        | 89                 | modifier les données · modifier les données |
| Balgau                            | 68016      | CC Alsace Rhin Brisach | 9,49             | 940 (2022)                        | 99                 | modifier les données · modifier les données |
| Baltzenheim                       | 68019      | CC Alsace Rhin Brisach | 6,52             | 563 (2022)                        | 86                 | modifier les données · modifier les données |
| Biesheim                          | 68036      | CC Alsace Rhin Brisach | 16,55            | 2 519 (2022)                      | 152                | modifier les données · modifier les données |
| Biltzheim                         | 68037      | CC du Centre Haut-Rhin | 7,15             | 483 (2022)                        | 68                 | modifier les données · modifier les données |
| Blodelsheim                       | 68041      | CC Alsace Rhin Brisach | 20,69            | 1 959 (2022)                      | 95                 | modifier les données · modifier les données |
| Dessenheim                        | 68069      | CC Alsace Rhin Brisach | 19,16            | 1 441 (2022)                      | 75                 | modifier les données · modifier les données |
| Durrenentzen                      | 68076      | CC Alsace Rhin Brisach | 6,22             | 1 059 (2022)                      | 170                | modifier les données · modifier les données |
| Fessenheim                        | 68091      | CC Alsace Rhin Brisach | 18,40            | 2 335 (2022)                      | 127                | modifier les données · modifier les données |
| Geiswasser                        | 68104      | CC Alsace Rhin Brisach | 8,24             | 329 (2022)                        | 40                 | modifier les données · modifier les données |
| Heiteren                          | 68130      | CC Alsace Rhin Brisach | 22,40            | 1 068 (2022)                      | 48                 | modifier les données · modifier les données |
| Hettenschlag                      | 68136      | CC Alsace Rhin Brisach | 7,71             | 346 (2022)                        | 45                 | modifier les données · modifier les données |
| Hirtzfelden                       | 68140      | CC Alsace Rhin Brisach | 22,10            | 1 288 (2022)                      | 58                 | modifier les données · modifier les données |
| Kunheim                           | 68172      | CC Alsace Rhin Brisach | 11,75            | 1 857 (2022)                      | 158                | modifier les données · modifier les données |
| Logelheim                         | 68189      | CC Alsace Rhin Brisach | 4,33             | 950 (2022)                        | 219                | modifier les données · modifier les données |
| Meyenheim                         | 68205      | CC du Centre Haut-Rhin | 12,78            | 2 017 (2022)                      | 158                | modifier les données · modifier les données |
| Munchhouse                        | 68225      | CC Alsace Rhin Brisach | 24,05            | 1 538 (2022)                      | 64                 | modifier les données · modifier les données |
| Munwiller                         | 68228      | CC du Centre Haut-Rhin | 6,74             | 456 (2022)                        | 68                 | modifier les données · modifier les données |
| Nambsheim                         | 68230      | CC Alsace Rhin Brisach | 10,03            | 578 (2022)                        | 58                 | modifier les données · modifier les données |
| Neuf-Brisach                      | 68231      | CC Alsace Rhin Brisach | 1,33             | 1 944 (2022)                      | 1 462              | modifier les données · modifier les données |
| Niederentzen                      | 68234      | CC du Centre Haut-Rhin | 8,81             | 807 (2022)                        | 92                 | modifier les données · modifier les données |
| Niederhergheim                    | 68235      | CC du Centre Haut-Rhin | 12,51            | 1 169 (2022)                      | 93                 | modifier les données · modifier les données |
| Oberentzen                        | 68241      | CC du Centre Haut-Rhin | 8,81             | 711 (2022)                        | 81                 | modifier les données · modifier les données |
| Oberhergheim                      | 68242      | CC du Centre Haut-Rhin | 19,86            | 1 307 (2022)                      | 66                 | modifier les données · modifier les données |
| Obersaasheim                      | 68246      | CC Alsace Rhin Brisach | 12,88            | 1 039 (2022)                      | 81                 | modifier les données · modifier les données |
| Réguisheim                        | 68266      | CC du Centre Haut-Rhin | 23,87            | 2 036 (2022)                      | 85                 | modifier les données · modifier les données |
| Roggenhouse                       | 68281      | CC Alsace Rhin Brisach | 6,45             | 463 (2022)                        | 72                 | modifier les données · modifier les données |
| Rumersheim-le-Haut                | 68291      | CC Alsace Rhin Brisach | 16,67            | 1 052 (2022)                      | 63                 | modifier les données · modifier les données |
| Rustenhart                        | 68290      | CC Alsace Rhin Brisach | 12,22            | 964 (2022)                        | 79                 | modifier les données · modifier les données |
| Urschenheim                       | 68345      | CC Alsace Rhin Brisach | 6,42             | 796 (2022)                        | 124                | modifier les données · modifier les données |
| Vogelgrun                         | 68351      | CC Alsace Rhin Brisach | 5,03             | 630 (2022)                        | 125                | modifier les données · modifier les données |
| Volgelsheim                       | 68352      | CC Alsace Rhin Brisach | 8,64             | 2 714 (2022)                      | 314                | modifier les données · modifier les données |
| Weckolsheim                       | 68360      | CC Alsace Rhin Brisach | 6,93             | 719 (2022)                        | 104                | modifier les données · modifier les données |
| Widensolen                        | 68367      | CC Alsace Rhin Brisach | 10,67            | 1 208 (2022)                      | 113                | modifier les données · modifier les données |
| Wolfgantzen                       | 68379      | CC Alsace Rhin Brisach | 9,38             | 1 156 (2022)                      | 123                | modifier les données · modifier les données |
| Canton d'Ensisheim                | 6806       |                        | 466,01           | 50 379 (2022)                     | 108                | modifier les données                        |

## Démographie

### Démographie avant 2015
| 1962 | 1968 | 1975 | 1982 | 1990   | 1999   | 2006   | 2011   | 2012   |
| ---- | ---- | ---- | ---- | ------ | ------ | ------ | ------ | ------ |
| -    | -    | -    | -    | 21 327 | 23 167 | 25 209 | 27 093 | 27 328 |

### Démographie depuis 2015
En 2022, le canton comptait 50 379 habitants, en évolution de +4,04 % par rapport à 2016 (Haut-Rhin : +0,66 %, France hors Mayotte : +2,11 %).
| 2013   | 2018   | 2022   |
| ------ | ------ | ------ |
| 47 573 | 49 103 | 50 379 |